# فیوردیمونته
فیوردیمونته (به ایتالیایی: Fiordimonte) یک کومونه در ایتالیا است که در استان ماچه‌راتا واقع شده‌است. فیوردیمونته ۲۱٫۲ کیلومتر مربع مساحت و ۲۲۷ نفر جمعیت دارد و ۵۶۹ متر بالاتر از سطح دریا واقع شده‌است.